# ديلفين رودريغيز
ديلفين رودريغيز (بالإنجليزية: Delvin Rodriguez)‏ مواليد 4 مايو 1980 في جمهورية الدومينيكان، هو ملاكم محترف دومينيكي يصنف ضمن فئة الوزن المتوسط.

## المسيرة الاحترافية
من نزالاته:
- خسر أمام إيريسلاندي لارا (12-06-2015).
- تعادل مع يواكيم ألسني (16-05-2014).
- خسر أمام ميغيل كوتو بالضربة الفنية القاضية (05-10-2013).
- انتصر على فريدي هرنانديز بالضربة الفنية القاضية (24-05-2013).

## إحصائيات
خاض خلال مسيرته 41 نزالا، فاز في 29 وتعادل في 4 وخسر في 8. فاز بالضربة القاضية في 16 نزالا.

## روابط خارجية
- ديلفين رودريغيز على موقع بوكس ريك (الإنجليزية) (registration required)